# Adolf-Hitler-Freiplatzspende
Die Adolf-Hitler-Freiplatzspende war eine 1933 ins Leben gerufene soziale Einrichtung der NSDAP. Sie sollte verdienten Alten Kämpfern einen kostenlosen Erholungsurlaub in Form eines Freiplatzes ermöglichen.

## Entwicklung und Hintergrund
1935 wurde die Spende auf alle Volksgenossen und ihre Angehörigen erweitert, wenn die örtliche Dienststelle der NS-Volkswohlfahrt sie als bedürftig betrachtete.
Diese warb in Kur- und Badeorten um Freiplätze, wobei Bedürftige aus dem Kreis der „Alten Kämpfer“ bevorzugt wurden, während man andere Parteigenossen in Hitler-Urlauber-Kameradschaften zusammenfasste. Dabei arbeitete die NS-Volkswohlfahrt mit Gliederungen der NSDAP, dem Reichsnährstand und Reichsfremdenverkehrsverband sowie selbst Wohlfahrtseinrichtungen der Kirchen und der Inneren Mission zusammen.
Die NSDAP privatisierte mit der Spende die öffentliche Fürsorge und übte mit den Aktionen einen starken Druck auf die Volksgenossen aus. Das aus einem Redezitat von Rudolf Heß bestehende Motto, wonach jeder Parteigenosse seine Gesundheit als „höchste Pflicht“ gegen die Partei zu betrachten habe, „damit er dem Führer dienen könne“, verdeutlicht die Ideologisierung der Fürsorgepolitik im Nationalsozialismus.